# 3FF
3FF is een Vlaamse serie over drie vriendinnen aan het beginpunt van hun werkleven. De serie wordt uitgezonden op Streamz en is een vervolg op D5R.
D5R eindigde met de tweede film: D5R: De Laatste Zomer Samen. 3FF volgt Kyra, Amber en Leyla tijdens hun terugkeer, zonder de jongens Vincent en Wout, naar België en hun zoektocht in het leven.

## Verhaal
Leyla, Amber en Kyra wonen samen in een huurhuis te Gent. Amber is nog student en bezig aan haar eindstage. Kyra en Leyla starten hun werkleven. Voor Kyra gaat dit moeilijker.

## Rolverdeling
Hoofdrollen
- Jamie-Lee Six als Amber
- Liandra Sadzo als Kyra
- Angela Jakaj als Leyla

Bijrollen
- Samuël Anastasi als Vesper
- Marco Bolla als Christiaan Becker
- Eva Danau als recruiter
- Menno De Bolle als Mon
- Sander-Celestes De Vlam als Felix
- Morgan Decuyper-McKenzie als Esmee
- Eline Devoldre als docente
- Jeroen Foleyn als jongen met huisdier
- JItse Huysmans als Robyn
- Teli Jalloh als Oscar
- Dorien Schrijnemakers als Flo
- Karel Vanaeken als Simon
- Clyde Willems als Lewis